# Navès (Lleida)
Navès ist eine spanische Gemeinde (municipio) der Provinz Lleida im Innern der autonomen Region Katalonien. Navès hat 300 Einwohner (Stand: 2024). Die Gemeinde besteht neben Navès aus den Ortschaften Besora, Busa, Les Cases de Posada, Linya, Pegueroles, La Selva, Tentellatge und La Valldora.

## Lage
Navès liegt etwa 85 Kilometer ostnordöstlich von Lleida und etwa 75 Kilometer nordnordwestlich von Barcelona in den Pyrenäen in einer Höhe von ca. 900 m. 

## Bevölkerungsentwicklung
| Jahr        | 1900 | 1950 | 1970 | 1981 | 1991 | 2001 | 2011 | 2021 |
| ----------- | ---- | ---- | ---- | ---- | ---- | ---- | ---- | ---- |
| Einwohner   | 857  | 1019 | 556  | 365  | 285  | 267  | 277  | 293  |
| Quelle: INE |      |      |      |      |      |      |      |      |

## Sehenswertes

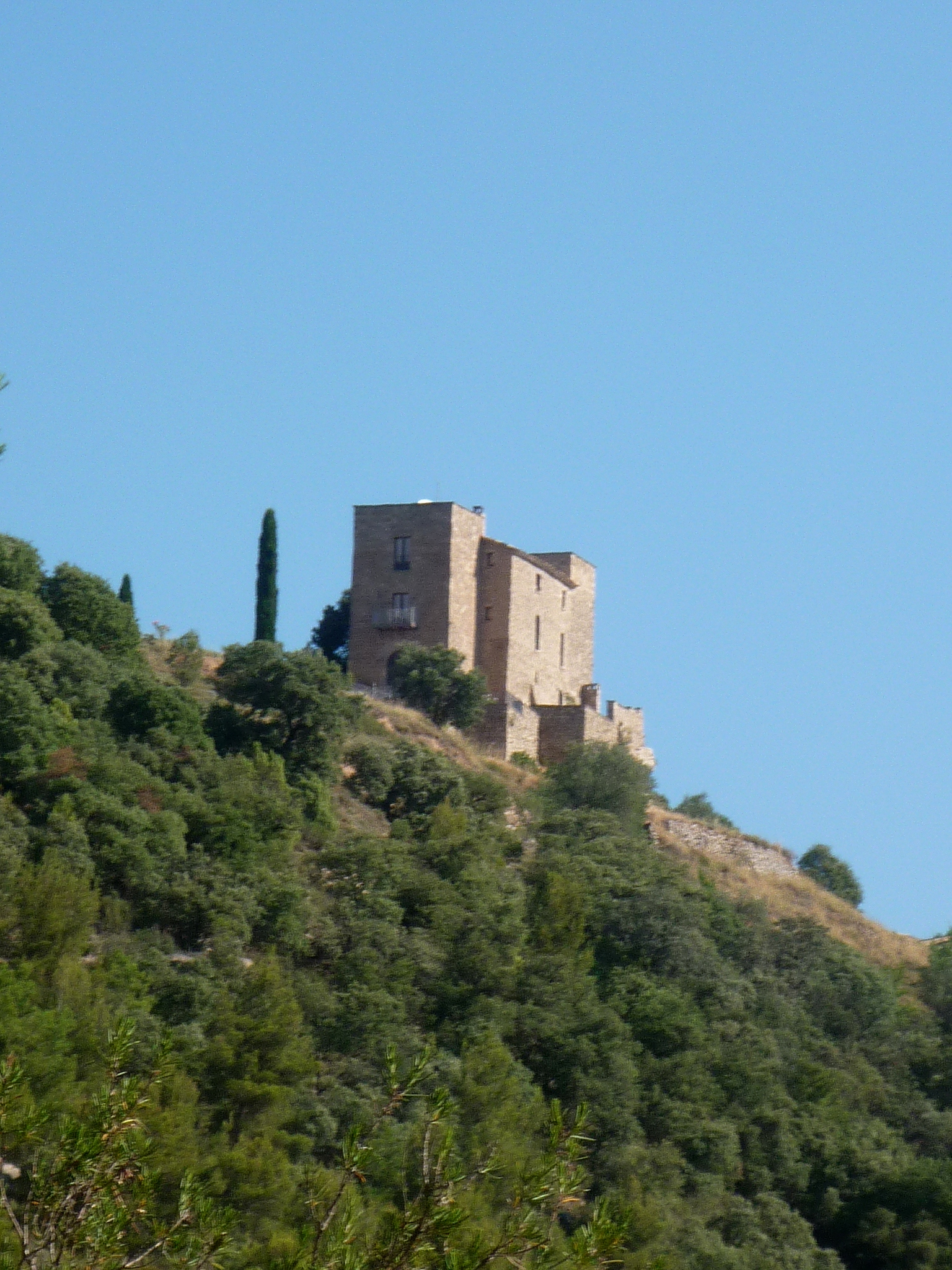
Burganlage von Besora
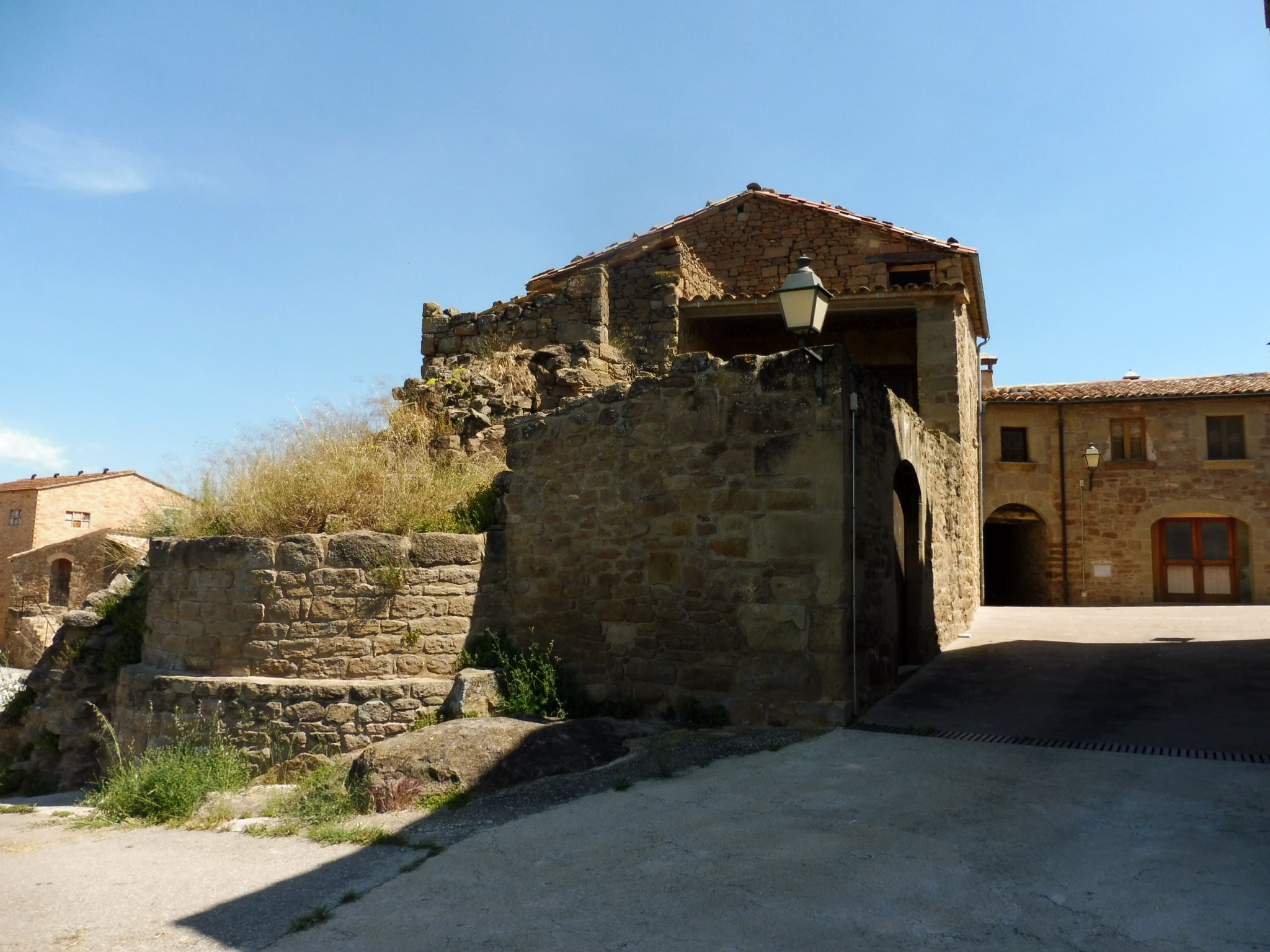
Burgruine
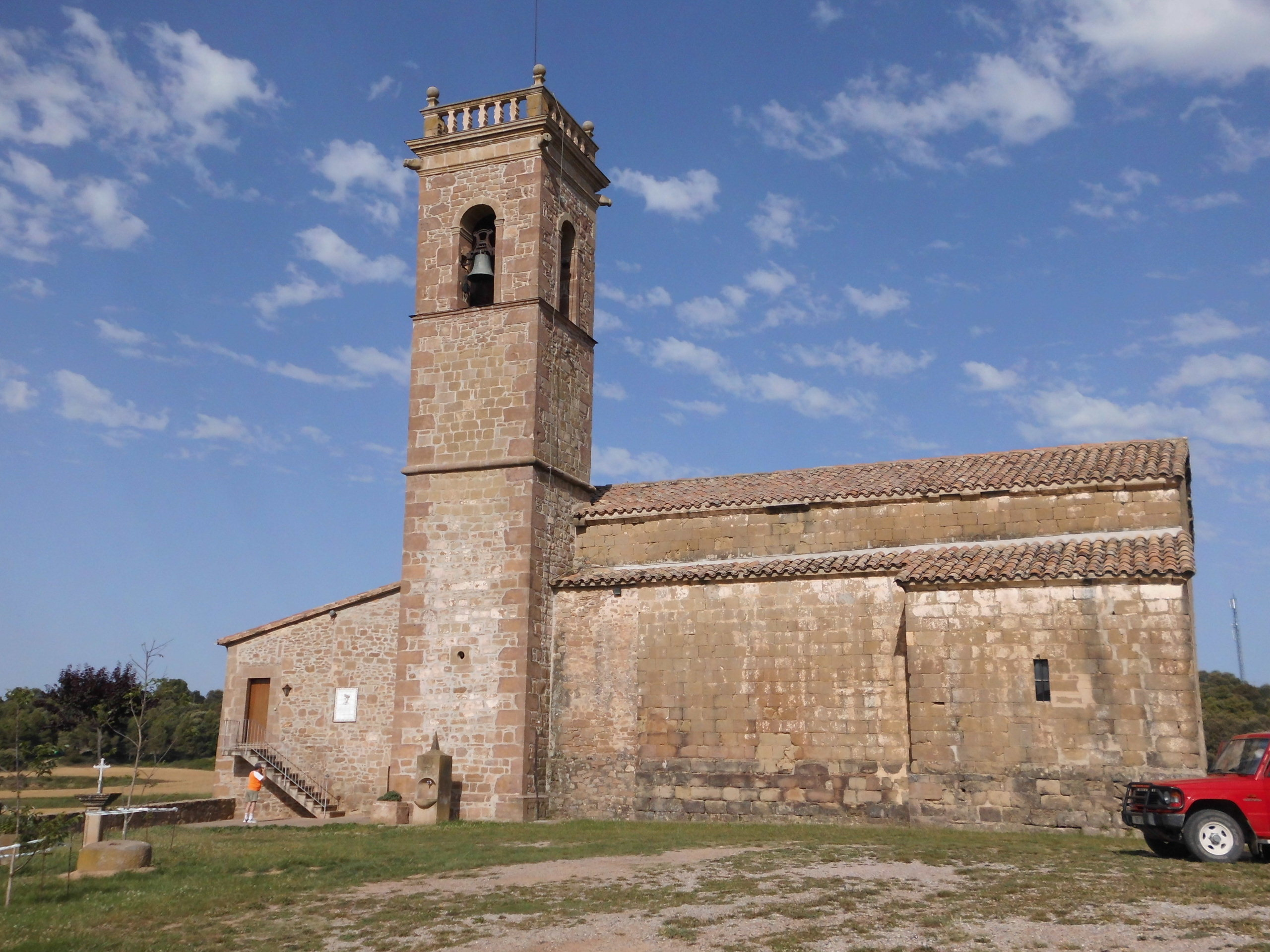
Margaritenkirche

- Burgruine von Navès
- Margaritenkirche von Navès
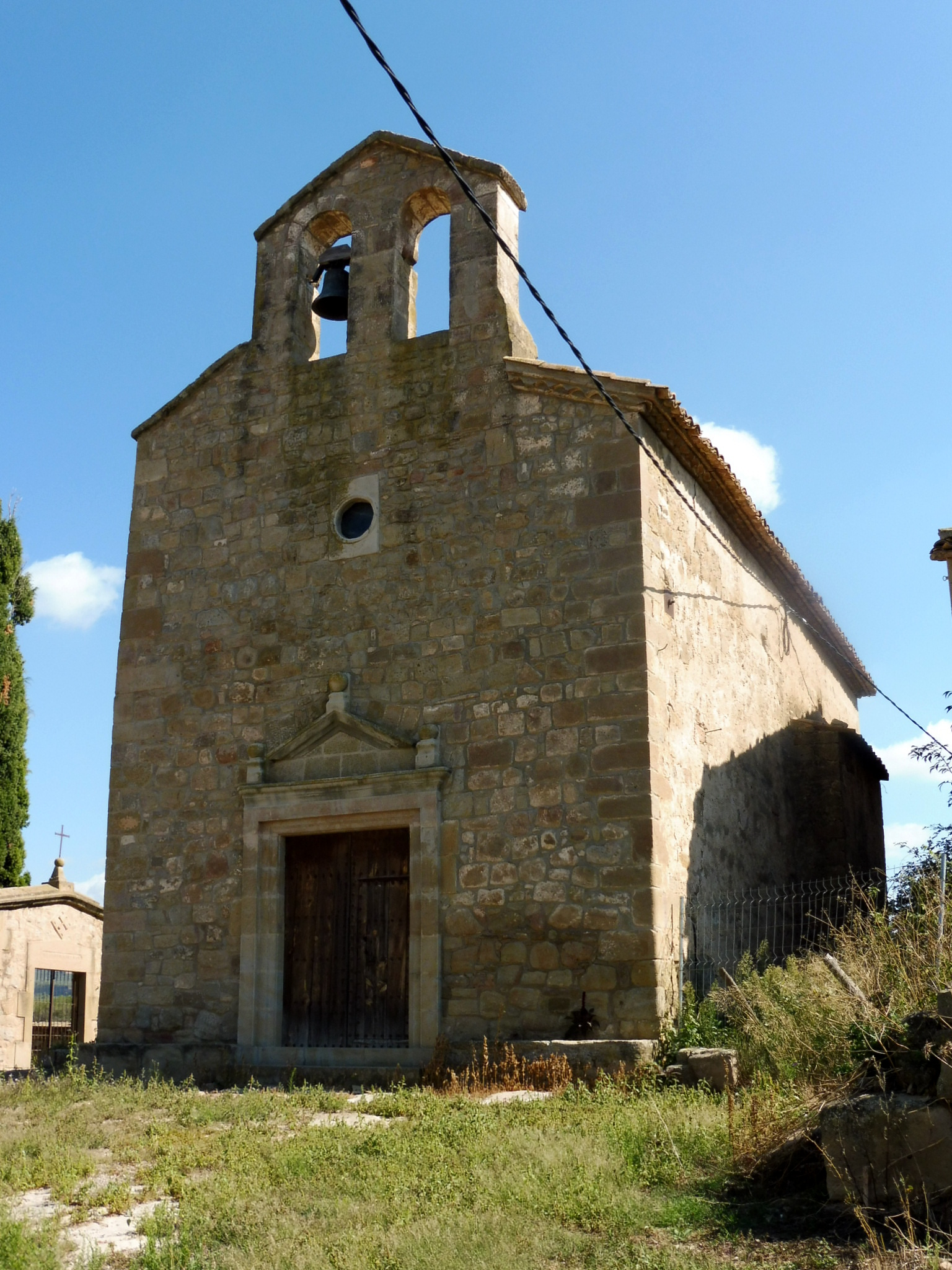
Michaeliskirche von Vilandeny
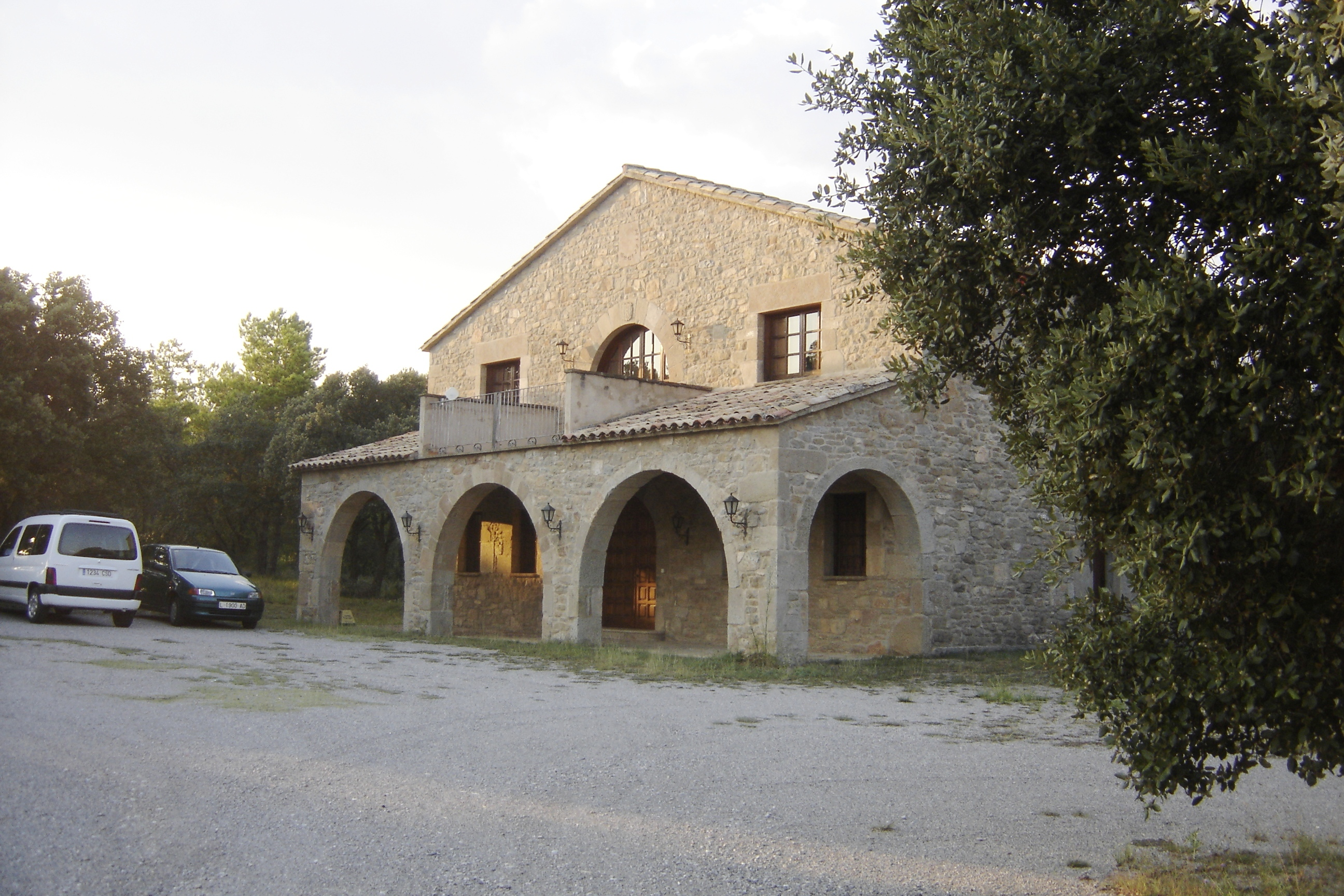
Rathaus

- Burganlage von Besora
- Burgruine
- Margaritenkirche
- Michaeliskirche von Vilandeny
- Rathaus